# Josefina Martínez Álvarez
Josefina Martínez Álvarez (San Cloyo, Oviedo, España, 11 de abril de 1937) es una catedrática retirada de Lengua española, miembro fundadora de la Academia de la Llingua Asturiana y académica correspondiente de la Real Academia Española. Además, es miembro de número permanente del Real Instituto de Estudios Asturianos (RIDEA), en el que fue presidenta de la Comisión segunda (Historia, Geografía, Antropología, Folclore y Etnografía).

## Biografía
Licenciada en Filología Románica por la Universidad de Oviedo en 1960 y doctora en la misma materia en 1967, por cuya tesis Bable y castellano en el concejo de Oviedo recibió el Premio José Fernández, fue catedrática de lengua española en la Universidad de Oviedo desde 1983. A pesar de que desde finales de los años ochenta dejó de desarrollar su actividad dentro de la asturianística, ha publicado una monografía dialectal sobre el habla de Oviedo, por lo cual está considerada una de las mayores expertas en el dialecto del concejo capitalino de Asturias. 
Desde esa fecha trabajó también en otras instituciones, desarrollando su labor docente e investigadora como catedrática de lengua y literatura españolas y dentro de asociaciones como la Sociedad Española de Lingüística y la Asociación Internacional de Historia de la Lengua Española. Es la viuda del filólogo, lingüista y académico de la Real Academia Española y de la Academia de la Lengua Asturiana Emilio Alarcos Llorach, fallecido en enero de 1998. Además, es directora de la Cátedra Emilio Alarcos Llorach impulsando la cultura humanística y filológica, y desde diciembre de 2015 académica correspondiente de la RAE, de manera que puede asistir a las juntas de la Academia y tener voz únicamente cuando se estén tratando temas lingüísticos o literarios. De su matrimonio con Emilio Alarcos Llorach nació Miguel Alarcos Martínez, profesor de Filología de la Universidad de Oviedo y experto en Cultura Clásica. No obstante, el contrato por el que ejercía Miguel Alarcos fue declarado nulo por el Tribunal superior de justicia de Asturias. Además, ha sido criticado por diversas actitudes que ha ido mostrando a lo largo de su carrera.
Invitada por la Universidad de Sofía, de Tokio (octubre, 1994) y en Kioto e invitada también por el Instituto de España (Cátedra América) desarrolló en la Universidad Nacional Autónoma de México (marzo-abril de 1995) un bloque de 30 lecciones en un curso sobre “Gramática española”. Durante los últimos años, ha trabajado en la normalización del asturiano como miembro de la Xunta Asesora de Toponima del Principado de Asturias.
Ha publicado multitud de trabajos referentes a la lengua española, a su historia, a los dialectos de España y a la crítica literaria.

## Monografías dialectales
- Bable y Castellano en el Concejo de Oviedo, Josefina Martínez Álvarez (1967)